# 埃克雷姆·伊马姆奥卢
埃克雷姆·伊马姆奥卢（土耳其語：Ekrem İmamoğlu，發音：[ecˈɾɛm iˈmamo:ɫu]，1970年6月4日—），土耳其商人、房地產開發商及政治人物，現任伊斯坦堡市長。

## 簡介
在2019年3月市長選舉中，他作為共和人民黨和好黨的聯合民族聯盟候選人，以410萬票首次當選，並以1.3萬票的優勢戰勝了他的AKP對手，但只從2019年4月17日開始任職，直到2019年5月6日選舉被廢止。隨後，他在2019年6月23日重新舉行的選舉中以80萬票的更大優勢再次當選。他曾在2014年至2019年期間擔任伊斯坦堡西部地區贝伊利克迪聚的市長。
伊马姆奥卢作為黑馬候選人出現，擊敗更多著名的競爭者成為民族聯盟的伊斯坦堡市長聯合候選人，例如共和人民黨的2018年總統候選人穆哈雷姆·因斯。在選舉前夕，伊馬姆奧盧在市長競選中取得微弱的領先優勢，初步結果顯示他的領先優勢約為23,000票。在政府的支持下，經過一系列重新計票，他的領先優勢最終被削減至13,729票。
2019年4月17日，在所有重新計票結束後，伊马姆奥卢宣誓就任伊斯坦堡市長。2019年5月6日，最高選舉委員會召開會議，投票決定廢除市長選舉的結果。委員會成員接受正義與發展黨對伊斯坦堡地方選舉結果的反對意見，高等法院的7名成員投票贊成召集新的選舉，4名成員反對。選舉委員會還取消伊马姆奥卢的市長證書，直到重新選舉。2019年6月23日舉行了一次新選舉，伊马姆奥卢以約80萬票的領先再次當選為市長，並於2019年6月27日宣誓就職。由於他的勝利規模和受歡迎程度，他被稱為下次選舉中土耳其總統的可能候選人。
自2022年1月因涉嫌侮辱政府官員，伊马姆奥卢被判處2年7個月15天的監禁，並於2022年12月14日被法院進一步褫奪公權。政治禁令尚未頒布，因為它必須首先得到高級法院和最高法院的支持。
2025年3月19日，伊马姆奥卢与另外100多人因涉嫌贪腐被捕。阿纳多卢通讯社称他与另外几人涉嫌敲诈勒索、洗钱及招标采购违规行为。此外伊马姆奥卢本人还涉嫌资助库尔德斯坦工人党，在伊斯坦布尔市长选举期间与库尔德人傘狀組織结盟。逮捕一天前，伊斯坦布尔一所大学宣布伊马姆奥卢的文凭无效，这实质上剥夺他参加下一届总统竞选的资格。伊马姆奥卢被捕後，引發土耳其民眾上街抗議。

## 外部連結
- 官方網站 （页面存档备份，存于）

| 官衔                        | 官衔                                        | 官衔                          |
| --------------------------- | ------------------------------------------- | ----------------------------- |
| 前任： 阿里·耶尔利卡亚 代理 | 伊斯坦堡市長 2019年6月27日－至今            | 繼任： 現任                   |
| 前任： 梅夫呂特·烏薩爾      | 伊斯坦堡市長 2019年4月17日－2019年5月6日    | 繼任： 阿里·耶尔利卡亚 代理   |
| 前任： 优素福·乌尊          | 贝伊利克迪聚市長 2014年4月1日－2019年4月7日 | 繼任： 穆罕默德·穆拉特·恰勒克 |